# Razgovor s Markom Horvackim
Razgovor s Markom Horvackim je dokumentarni film Branka Ištvančića. Snimljen je ljeta 1993. u kući Marka Horvackog, subotičkog borca za uvođenje hrvatskog jezika u školstvo i kulturni život. Svojevrsni je "politički testament" ovog velikog borca za prava Hrvata u Subotici. Na HRT-u je prikazan jeseni 1993. u dijelovima.